# Cá mòi dầu Đại Tây Dương
Cá mòi dầu Đại Tây Dương (Danh pháp khoa học: Brevoortia tyrannus) là loài cá ánh bạc trong họ Alosidae. Nó là một loài cá ăn các sinh vật phù du bị bắt bằng hình thức lọc nước và ăn lấy sinh vật phù du. Cá trưởng thành có thể lọc tối đa bốn lít nước một phút và chúng đóng một vai trò quan trọng trong việc làm sạch nước biển. Chúng cũng góp phần giảm tải hiện tượng thủy triều đỏ chết người.

## Tổng quan
Cá mòi dầu có lịch sử được sử dụng như một loại phân bón cho cây trồng. Có khả năng là cá mòi dầu là cá Squanto đã được những người hành hương chôn cùng với hạt giống trồng tươi làm phân bón. Các ứng dụng khác cho cá mòi dầu bao gồm: thức ăn cho động vật, mồi cá, dầu cho người tiêu dùng, dầu cho các mục đích sản xuất dầu như một nguồn nhiên liệu. Nhiều khẳng định rằng cá mòi dầu không ăn được nhưng nó vẫn là thực phẩm cho những người nghèo
Cá mòi dầu có số lượng lớn ở miền Bắc Đại Tây Dương từ Nova Scotia, Canada đến trung tâm Florida, Hoa Kỳ, mặc dù sự hiện diện của chúng trong vùng biển phía Bắc đã giảm trong thế kỷ 20. Chúng bơi trong các khối cầu cá lớn đến 40 dặm (64 km). Chúng là con mồi quan trọng đối với một loạt các động vật ăn thịt bao gồm cá tuyết, cá tuyết chấm đen, cá bơn, cá thu, cá kiếm, cá ngừ.
Các cá mòi dầu Đại Tây Dương được sử dụng phổ biến như mồi sống hay đã chết. Chúng sử dụng chủ yếu để sản xuất bột cá, dầu và phân bón. Trong những năm đầu của Hoa Kỳ, cá mòi dầu Đại Tây Dương đã được thu hoạch bằng hàng ngàn tàu của ngư dân. Từ đó số lượng cá mòi dầu dần cạn kiệt. Ngày nay đã có nhiều quy định về việc đánh bắt loài cá này cho hợp lý.